# Cmentarz ewangelicki na Kępie Tarchomińskiej
Cmentarz ewangelicki na Kępie Tarchomińskiej – cmentarz ewangelicki położony na terenie warszawskiej dzielnicy Białołęka, przy ul. Kępa Tarchomińska 6.

## Opis
Cmentarz powstał prawdopodobnie w pierwszej połowie XIX wieku jako miejsce spoczynku osadników niemieckich i holenderskich (Olędrów) zamieszkujących Kępę Tarchomińską. Dokładna data zamknięcia cmentarza oraz jego pierwotna powierzchnia nie są znane, jednak najmłodszy zachowany nagrobek pochodzi z 1935 roku. Jako przyczynę zamknięcia cmentarza wskazuje się fakt, iż znajdował się on na terenie zalewowym. 
Po II wojnie światowej cmentarz rozparcelowano, zaś parcele przekazano polskim gospodarzom, którzy zlikwidowali groby. Według stanu na 2024 rok na cmentarzu zachowało się pięć nagrobków. 
Od 2012 roku nekropolia jest ujęta w gminnej ewidencji zabytków.